# Rudolf Říman
Rudolf Říman (* 25. března 1939 Bílovec) je bývalý český a československý politik Komunistické strany Československa a poslanec Sněmovny lidu Federálního shromáždění za normalizace. Po roce 1989 komunální politik za KSČM.

## Biografie
Po absolvování gymnázia vystudoval Vysokou školu zemědělskou v Brně. Od roku 1961 pracoval v ekonomických funkcích ve Velkovýkrmně Bílovec, později firma SUGAL s. r. o., a to až do odchodu do důchodu. K roku 1971 a 1976 se profesně uvádí jako agrotechnik.
Ve volbách roku 1971 zasedl do Sněmovny lidu (volební obvod č. 122 - Bílovec, Severomoravský kraj). Mandát obhájil ve volbách roku 1976 (obvod Bílovec), volbách roku 1981 (obvod Bílovec) a volbách roku 1986 (obvod Bílovec). Ve FS setrval do konce funkčního období, tedy do svobodných voleb roku 1990. Netýkal se ho proces kooptace do Federálního shromáždění po sametové revoluci.
Politicky se angažoval i po sametové revoluci. V komunálních volbách roku 1994 byl zvolen do zastupitelstva Bílovce (v letech 1998-2002 zde působil jako místostarosta) za KSČM a zastupitelem zůstal i po komunálních volbách roku 2010. Angažuje se ve spolkovém životě jako prezident dechové kapely Rozmarýnka, tajemník stálého abiturientského výboru při GMK Bílovec.